# Прапор Тарутинського району
Пра́пор Тару́тинського райо́ну — офіційний символ Тарутинського району Одеської області, затверджений 14 серпня 2009 року рішенням № 323-V сесії Тарутинської районної ради. Авторами проекту прапора є Гречило Андрій Богданович, Позняков Андрій Антонович та Яричук Павло Віталійович.

## Опис
Прапор являє собою прямокутне полотнище зі співвідношенням ширини до довжини 2:3, що складається з двох рівновеликих вертикальних смуг — жовтої (від древка) та зеленої. В центрі жовтої смуги розміщений чорний молодий дикий кінь, що спирається на задні ноги, повернутий до древка.

## Символіка
Згідно з рішенням районної ради, прапор має наступну символіку:
- Золото — символ багатства, сили, милосердя, сталості, вірності та сільськогосподарського виробництва.
- Чорний колір означає мудрість, обережність і постійність у випробуваннях.
- Зелений символізує надію, достаток (зокрема багатство родючих земель), свободу, радість й відродження.
- Дикий кінь означає волелюбність і свободу, підкреслює природні особливості району (степові), символізує німецьких поселенців (кінь використаний у багатьох німецьких гербах, зокрема у гербі Нижньої Саксонії), які зробили значний внесок для становлення Тарутинщини.